# Laible und Frisch
Laible und Frisch ist ein multimediales Projekt, das mit einer zwölfteiligen Fernsehserie aus Baden-Württemberg in schwäbischer Mundart im SWR Fernsehen gestartet wurde. Der Ort der Handlung ist das fiktive Dorf Schafferdingen am Rande der Schwäbischen Alb. Drehort ist Bad Urach mit Umgebung. Aufgrund der Beliebtheit folgten Theaterstücke, ein Hörspiel und ein Kinofilm.

## Handlung
Direkt neben der alteingesessenen Dorfbäckerei Laible eröffnet ein industrieller Großbäcker aus Hamburg eine Backwarenfabrik mit Verkaufsladen. Das dörfliche Leben wird dadurch grundlegend auf den Kopf gestellt.

## Veröffentlichung
| #                                 | Titel                         | Premiere                      | Drehbuch                      | Regie                         |
| Staffel 1 (Jan. 2010 auf DVD)     | Staffel 1 (Jan. 2010 auf DVD) | Staffel 1 (Jan. 2010 auf DVD) | Staffel 1 (Jan. 2010 auf DVD) | Staffel 1 (Jan. 2010 auf DVD) |
| --------------------------------- | ----------------------------- | ----------------------------- | ----------------------------- | ----------------------------- |
| 1                                 | Willkommen in der Heimat      | 25. Dez. 2009                 | Sebastian Feld                | Michael Rösel                 |
| 2                                 | Wes Brot ich ess              | 25. Dez. 2009                 | Sebastian Feld                | Michael Rösel                 |
| 3                                 | Stellungsprobleme             | 26. Dez. 2009                 | Anja Massoth                  | Michael Rösel                 |
| 4                                 | Krieg der Wecken              | 26. Dez. 2009                 | Sebastian Feld                | Michael Rösel                 |
| 5                                 | Heute back ich, morgen …      | 31. Dez. 2009                 | Sebastian Feld                | Michael Rösel                 |
| 6                                 | Gute, alte, neue Zeit         | 31. Dez. 2009                 | Sebastian Feld                | Michael Rösel                 |
| Staffel 2 (20. Jan. 2011 auf DVD) |                               |                               |                               |                               |
| 7                                 | Reifeprüfung                  | 25. Dez. 2010                 | Sebastian Feld                | Uli Möller                    |
| 8                                 | Etikett und Etikette          | 25. Dez. 2010                 | Sebastian Feld                | Uli Möller                    |
| 9                                 | Wer zuletzt lacht…            | 26. Dez. 2010                 | Sebastian Feld, Anja Massoth  | Uli Möller                    |
| 10                                | Aber bitte mit Sahne          | 26. Dez. 2010                 | Sebastian Feld                | Uli Möller                    |
| 11                                | Der schwäbische Imperativ     | 31. Dez. 2010                 | Sebastian Feld                | Uli Möller                    |
| 12                                | Brot und Spiele               | 31. Dez. 2010                 | Sebastian Feld                | Uli Möller                    |

Die DVD-Sets beinhalten die Folgen auf je einer Disc und Bonusmaterial auf der anderen:
Bonusmaterial Staffel 1Hinter den Kulissen, Interviews, Vorspannentwurf, Alternativer Anfang,  Gestrichene Szenen, Pannenparade, LuF-Spezial „Hannes und der Bürgermeister“, SchwabenlandfilmTour, Trailer „Der Eugen“
Bonusmaterial Staffel 2Hinter den Kulissen, gestrichene Szenen, Pannenparade, SchwabenlandfilmTour

## Serienende & Fortsetzungen
Am 8. Juni 2011 verkündete der SWR trotz Protest von Produzent, Zuschauern, Schauspielern, Politik und Tourismusverbänden die Absetzung vor dem Ende der Geschichte. Als Grund wurde das „begrenzte Budget“ genannt. Aufgrund des ungebrochenen Zuschauerinteresses brachten der Autor Sebastian Feld und Produzent Frieder Scheiffele das Projekt in Zusammenarbeit mit der Komödie im Marquardt und mit Schauspielern der Originalbesetzung mit einem neuen Stück ins Theater. Am 28. Dezember 2014 zeigte das SWR Fernsehen die Aufzeichnung der Theateraufführung „Laible und Frisch - Bühnenreif“ aus der Komödie im Marquardt in Stuttgart. Das Stück wurde auch auf einer Tournee sowie im Theater Heilbronn gezeigt. Mit „Laible und Frisch - Gut geklaut ist halb gebacken“ folgte ein weiteres, sehr gefragtes Theaterstück. Dieses wurde auch vom SWR als Hörspiel aufgenommen.
Ein Film unter dem Namen Laible und Frisch: Do goht dr Doig sollte ursprünglich am 25. Juni 2017 in die Kinos kommen. Die Umsetzung stand jedoch zwischenzeitlich aufgrund mangelnden Budgets und fehlender Förderungen auf der Kippe. Durch eine Spendenaktion konnten schließlich die benötigten 50.000 Euro gesammelt und die Dreharbeiten begonnen werden. Die Dreharbeiten fanden von 30. Mai bis 27. Juni 2017 statt. Gedreht wurde unter anderem in Reutlingen, Dettingen, Stuttgart und Bad Urach. Der Film startete am 28. Dezember 2017 in 38 baden-württembergischen Kinos. Am 1. Januar 2019 wurde er im SWR Fernsehen erstmals im Fernsehen gezeigt. Das bislang letzte Projekt war das Open-Air-Theaterstück „Laible und Frisch - Urlaubsreif“ für die Burgfestspiele Jagsthausen.